# Aldington (Kent)
Aldington is een civil parish in het bestuurlijke gebied Ashford, in het Engelse graafschap Kent met 1248 inwoners. De plaats werd al vermeld in het Domesday Book van 1086. Indertijd telde men er onder meer zestien huishoudens, een kerk en een watermolen. De oppervlakte aan akkerland bedroeg 3,5 - gemeten in het aantal ploegen dat nodig was om het te bewerken. De heer had land voor twee ploegen, de rest was voor de boeren.
De plaats heeft 52 vermeldingen op de Britse monumentenlijst. Daaronder bevindt zich de dorpskerk, waarvan de oudste delen uit de elfde eeuw stammen en Saksisch-Normandische kenmerken bezitten.